# Kirkendall-Effekt
Der Kirkendall-Effekt besteht darin, dass sich bei genügend hoher Temperatur bei zwei aneinanderliegenden festen Phasen das Volumen der einen Phase verringert, während sich das Volumen der anderen Phase vergrößert. Der Effekt wird besonders gut sichtbar, wenn die Phasengrenze vorher markiert war, da man dann eine Verschiebung der Markierung relativ zur äußeren Probengeometrie beobachtet. Die Phasengrenze wandert nicht selbst, sondern es bewegt sich Materie zwischen den Phasen und damit die Position der Phasengrenze relativ zur äußeren Probengeometrie.

## Geschichte

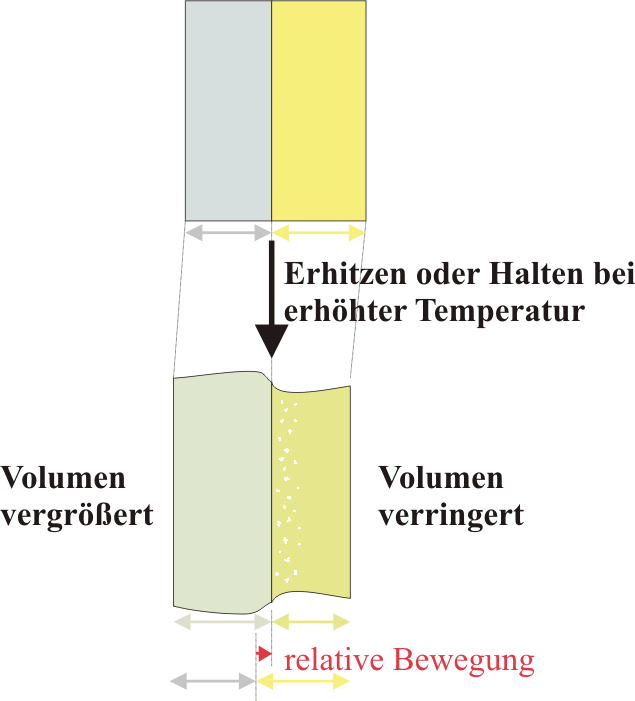
Schematische Darstellung des Kirkendall-Effekts

Der Kirkendall-Effekt wurde nach Ernest Kirkendall (1914–2005) benannt, der die Volumenänderungen während seiner Doktorarbeit Ende der 1930er Jahre beobachtete, wobei er allerdings noch nicht die richtige Interpretation gab. 1942 und 1947 veröffentlichte Kirkendall zwei Arbeiten, die auch die Tragweite der Entdeckung beschreiben. Erst ab 1950, als auf einer Konferenz einer der Gegner von Kirkendalls Interpretation (Robert F. Mehl) überzeugt wurde, begann diese sich durchzusetzen.

## Beschreibung
Kirkendall beobachtete den Effekt an Metallen bzw. Legierungen, insbesondere bei Kupfer/Messing, das z. B. auf 780 °C erhitzt wurde. Mit seiner Mitarbeiterin Alice Smigelskas konnte er die Verschiebung der Phasengrenze mit Hilfe von Molybdändrähten sichtbar machen, die an der Phasengrenze eingebracht worden waren; diese Markierungsdrähte verschieben sich dann entsprechend.
Oft entstehen in der Phase, die ihr Volumen verringert, auch charakteristische Löcher nahe der Phasengrenze, die Kirkendall-Löcher. Diese beeinflussen zusammen mit den Volumenänderungen die Stabilität von Metallverbindungsstellen, weshalb der Kirkendall-Effekt auch praktische Bedeutung hat, beispielsweise in der Reaktortechnik oder in der Halbleitertechnik, wenn dort Verbindungsstellen zwischen Aluminium und Gold genutzt werden.
Die Bedeutung des Kirkendall-Effekts liegt insbesondere darin, dass damit nachgewiesen wurde, dass Diffusion im Festkörper über Leerstellen erfolgt. (Die Alternativen direkter Platztausch oder Ringtausch von Teilchen wurden bisher nicht beobachtet.) Der Kirkendall-Effekt entsteht durch einen Fluss von Leerstellen zwischen den Phasen. Dieser wiederum entsteht zwangsläufig, wenn die Beweglichkeit der Atome der verschiedenen Phasen unterschiedlich ist, wenn sich also die Diffusionskonstanten unterscheiden.